# 11261 Krisbecker
11261 Krisbecker eller 1978 XK är en asteroid i huvudbältet som upptäcktes 6 december 1978 av de båda amerikanska astronomerna Archibald Warnock och Edward L.G. Bowell vid Palomarobservatoriet. Den är uppkallad efter Kris Jay Becker.
Asteroiden har en diameter på ungefär 6 kilometer.